# Nationaldivision 2002/03
Die Nationaldivision 2002/03 war die 89. Spielzeit der höchsten luxemburgischen Fußballliga.
Der CS Grevenmacher gewann den ersten Titel in der Vereinsgeschichte und zugleich den Luxemburger Fußballpokal und machte somit das Double perfekt.

## Meisterschaftsformat
Die zwölf Teams spielten zuerst einen Grunddurchgang bestehend aus einer einfachen Hin- und Rückrunde. Danach traten die vier besten Teams im Meisterplayoff gegeneinander an. Die restlichen acht Mannschaften wurden in zwei Gruppen aufgeteilt und spielten um den Klassenerhalt. Die Ergebnisse aus dem Grunddurchgang wurden dabei jeweils mitgenommen.
Jede dieser drei Gruppen wurde wieder in einer Hin- und Rückrunde ausgetragen. Die beiden Letzten der Abstiegsgruppen stiegen in die Ehrenpromotion ab.

## Grunddurchgang

### Tabelle
| Pl. | Verein                | Sp. | S  | U | N  | Tore    | Diff. | Punkte |
| --- | --------------------- | --- | -- | - | -- | ------- | ----- | ------ |
| 1.  | F91 Düdelingen (M)    | 22  | 14 | 3 | 5  | 060:270 | +33   | 45     |
| 2.  | CS Grevenmacher       | 22  | 13 | 5 | 4  | 056:210 | +35   | 44     |
| 3.  | Union Luxemburg       | 22  | 11 | 6 | 5  | 040:280 | +12   | 39     |
| 4.  | Jeunesse Esch         | 22  | 10 | 8 | 4  | 042:230 | +19   | 38     |
| 5.  | Swift Hesperingen     | 22  | 10 | 7 | 5  | 053:320 | +21   | 37     |
| 6.  | FC Monnerich          | 22  | 11 | 2 | 9  | 051:440 | +7    | 35     |
| 7.  | US Rumelange          | 22  | 10 | 3 | 9  | 045:490 | −4    | 33     |
| 8.  | FC Wiltz 71 (N)       | 22  | 7  | 4 | 11 | 030:420 | −12   | 25     |
| 9.  | Victoria Rosport (N)  | 22  | 6  | 7 | 9  | 032:500 | −18   | 25     |
| 10. | FC Avenir Beggen (P)  | 22  | 7  | 3 | 12 | 044:560 | −12   | 24     |
| 11. | FC Progrès Niederkorn | 22  | 5  | 0 | 17 | 022:680 | −46   | 15     |
| 12. | Sporting Mertzig      | 22  | 4  | 0 | 18 | 023:580 | −35   | 12     |

| (M) | amtierender luxemburgischer Meister     |
| (P) | amtierender luxemburgischer Pokalsieger |
| (N) | Neuaufsteiger aus der Ehrenpromotion    |

### Kreuztabelle
| 2002/03 Grunddurchgang | F91 Düdelingen | GRE | Union Luxemburg | JEU   | Swift Hesperingen | FC Monnerich | US Rumelange | FC Wiltz 71 | RSP | AVE | FC Progrès Niederkorn | MER   |
| ---------------------- | -------------- | --- | --------------- | ----- | ----------------- | ------------ | ------------ | ----------- | --- | --- | --------------------- | ----- |
| F91 Düdelingen         |                | 2:0 | 4:0             | 0:3 1 | 1:1               | 3:1          | 6:0          | 5:3         | 5:0 | 4:2 | 4:0                   | 4:0   |
| CS Grevenmacher        | 3:0            |     | 1:1             | 1:1   | 2:2               | 0:1          | 5:0          | 0:1         | 4:1 | 4:0 | 4:0                   | 0:3 2 |
| Union Luxemburg        | 3:0 1          | 0:0 |                 | 1:0   | 3:3               | 5:3          | 1:3          | 3:2         | 1:0 | 1:4 | 0:1                   | 4:0   |
| Jeunesse Esch          | 1:1            | 2:3 | 1:1             |       | 0:2               | 2:1          | 4:0          | 2:0         | 1:1 | 3:1 | 3:1                   | 3:1   |
| Swift Hesperingen      | 1:3            | 0:5 | 1:1             | 2:0   |                   | 0:3          | 3:3          | 4:0         | 1:1 | 5:2 | 7:0                   | 2:0   |
| FC Monnerich           | 3:0 1          | 0:5 | 3:0             | 1:1   | 3:2               |              | 2:3          | 2:1         | 7:3 | 2:2 | 2:0                   | 4:3   |
| US Rumelange           | 3:0 1          | 2:6 | 0:2             | 1:2   | 4:3               | 2:1          |              | 0:1         | 1:1 | 5:1 | 4:2                   | 6:1   |
| FC Wiltz 71            | 2:2            | 0:0 | 0:3             | 1:1   | 0:4               | 4:1          | 2:1          |             | 0:2 | 1:4 | 3:0                   | 0:1   |
| Victoria Rosport       | 0:7            | 1:2 | 1:1             | 1:1   | 0:0               | 1:4          | 3:3          | 2:1         |     | 5:2 | 3:1                   | 1:0   |
| FC Avenir Beggen       | 0:1            | 2:4 | 0:2             | 2:2   | 1:3               | 3:1          | 2:1          | 2:2         | 2:3 |     | 5:1                   | 4:1   |
| FC Progrès Niederkorn  | 0:6            | 2:4 | 0:2             | 1:4   | 0:6               | 0:4          | 0:1          | 2:3         | 2:1 | 5:1 |                       | 2:0   |
| Sporting Mertzig       | 1:2            | 0:3 | 1:5             | 0:5   | 0:1               | 4:2          | 1:2          | 1:3         | 4:1 | 0:2 | 1:2                   |       |

## Playoffs

### Meisterplayoff

#### Abschlusstabelle
| Pl. | Verein             | Sp. | S  | U | N  | Tore    | Diff. | Punkte |
| --- | ------------------ | --- | -- | - | -- | ------- | ----- | ------ |
| 1.  | CS Grevenmacher    | 28  | 18 | 5 | 5  | 068:280 | +40   | 59     |
| 2.  | F91 Düdelingen (M) | 28  | 16 | 4 | 8  | 066:340 | +32   | 52     |
| 3.  | Jeunesse Esch      | 28  | 13 | 9 | 6  | 054:300 | +24   | 48     |
| 4.  | Union Luxemburg    | 28  | 12 | 6 | 10 | 043:400 | +3    | 42     |

| (M) | amtierender luxemburgischer Meister |

#### Kreuztabelle
| 2002/03 Meisterplayoff | GRE | F91 Düdelingen | JEU | Union Luxemburg |
| ---------------------- | --- | -------------- | --- | --------------- |
| CS Grevenmacher        |     | 4:1            | 5:3 | 1:0             |
| F91 Düdelingen         | 0:1 |                | 1:0 | 3:0             |
| Jeunesse Esch          | 3:0 | 0:0            |     | 5:1             |
| Union Luxemburg        | 0:1 | 2:1            | 0:1 |                 |

### Abstiegsplayoff Gruppe A

#### Abschlusstabelle
| Pl. | Verein                | Sp. | S  | U | N  | Tore    | Diff. | Punkte |
| --- | --------------------- | --- | -- | - | -- | ------- | ----- | ------ |
| 1.  | Swift Hesperingen     | 28  | 14 | 9 | 5  | 066:370 | +29   | 51     |
| 2.  | Victoria Rosport (N)  | 28  | 10 | 8 | 10 | 044:550 | −11   | 38     |
| 3.  | US Rumelange          | 28  | 11 | 4 | 13 | 051:630 | −12   | 37     |
| 4.  | FC Progrès Niederkorn | 28  | 6  | 0 | 22 | 029:820 | −53   | 18     |

| (N) | Neuaufsteiger aus der Ehrenpromotion |

#### Kreuztabelle
| 2002/03 Gruppe A Abstiegsplayoff | Swift Hesperingen | RSP | US Rumelange | FC Progrès Niederkorn |
| -------------------------------- | ----------------- | --- | ------------ | --------------------- |
| Swift Hesperingen                |                   | 1:1 | 4:2          | 5:2                   |
| Victoria Rosport                 | 0:2               |     | 4:0          | 2:1                   |
| US Rumelange                     | 0:0               | 1:2 |              | 0:2                   |
| FC Progrès Niederkorn            | 0:1               | 0:3 | 2:3          |                       |

### Abstiegsplayoff Gruppe B

#### Abschlusstabelle
| Pl. | Verein               | Sp. | S  | U | N  | Tore    | Diff. | Punkte |
| --- | -------------------- | --- | -- | - | -- | ------- | ----- | ------ |
| 1.  | FC Monnerich         | 28  | 14 | 2 | 12 | 064:560 | +8    | 44     |
| 2.  | FC Avenir Beggen (P) | 28  | 11 | 4 | 13 | 057:640 | −7    | 37     |
| 3.  | FC Wiltz 71 (N)      | 28  | 9  | 5 | 14 | 040:530 | −13   | 32     |
| 4.  | Sporting Mertzig     | 28  | 6  | 0 | 22 | 036:760 | −40   | 18     |

| (P) | amtierender luxemburgischer Pokalsieger |
| (N) | Neuaufsteiger aus der Ehrenpromotion    |

#### Kreuztabelle
| 2002/03 Gruppe B Abstiegsplayoff | FC Monnerich | AVE | FC Wiltz 71 | MER |
| -------------------------------- | ------------ | --- | ----------- | --- |
| FC Monnerich                     |              | 1:2 | 3:0         | 3:5 |
| FC Avenir Beggen                 | 4:1          |     | 3:2         | 4:2 |
| FC Wiltz 71                      | 0:2          | 0:0 |             | 3:2 |
| Sporting Mertzig                 | 1:3          | 2:0 | 1:5         |     |

## Torschützenliste
| Rang | Spieler           | Klub              | Tore |
| ---- | ----------------- | ----------------- | ---- |
| 1.   | Daniel Huss       | CS Grevenmacher   | 22   |
| 2.   | Frank Bento       | Sporting Mertzig  | 19   |
| 2.   | Marcel Christophe | FC Monnerich      | 19   |
| 4.   | Frank Wagner      | Victoria Rosport  | 17   |
| 5.   | Ahmed El Aouad    | CS Grevenmacher   | 15   |
| 5.   | Alen Milak        | Union Luxemburg   | 15   |
| 7.   | Frédéric Lambinet | US Rumelange      | 14   |
| 8.   | Aldino Medina     | FC Avenir Beggen  | 13   |
| 9.   | Sven Di Domenico  | Swift Hesperingen | 12   |
| 10.  | Luc Biver         | FC Monnerich      | 11   |
| 10.  | Gordon Braun      | F91 Düdelingen    | 11   |